# Arroyo Malucas
El arroyo Malucas es un arroyo afluente del río Pirón, que discurre por las localidades españolas de Aguilafuente, Chatún, Fresneda de Cuéllar, Fuentepelayo, Narros de Cuéllar, Navalmanzano y San Martín y Mudrián, entre otras, hasta llevar sus aguas al río Pirón, enriquecidas con las del arroyo Polendos.
Su nombre parece derivar del vocablo árabe «Maluk», que tendría como significado río de las fincas o propiedades. Aparece documentado ya con este nombre en el año 1210, en la demarcación que el rey Alfonso VIII de Castilla hizo entre las villas de Cuéllar y Aguilafuente.
Atraviesan el arroyo diferentes puentes, entre los que se hallan los de Cardedal y Santa Juliana, en término de Navalmanzano, permitiendo el paso este último hasta la ermita de Santa Juliana, de factura mudéjar. Otro puente lo atraviesa en dirección a Samboal.
Dentro de los parajes de interés, destacan El Soto, en dirección a Fuentepelayo, y el Prado Bajo, cerca del camino de Mudrián. Además, existió el molino Malucas, en término de Chatún, cuyas ruinas desaparecieron a principios del siglo XXI.

## Paso del Arroyo Malucas porAguilafuente
Aguilafuente es el primer término municipal por el que pasa el Arroyo Malucas,como una continuación del Arroyo Prado de Sauquillo, del pueblo vecino Sauquillo de Cabezas, con el que se guarda una relación excelente. El arroyo Malucas ha influido notablemente en el Urbanismo de la Villa del Sínodo (Aguilafuente), destacando el soterramiento del mismo en los años '60. Así, el afluente del Pirón atraviesa dicha localidad de este a oeste, destacando no solo las entradas al soterramiento (plaza de toros Monumental de Aguilafuente y Los Cañamares), sino también los enclaves naturales que confoman la orografía rupestre del término municipal de Aguilafuente. 
- Pozo de la Mora

El enclave a destacar, dentro del abanico de posibilidades y paisajes que nos brinda este arroyo, es el Pozo de la Mora, situado en el lugar donde termina el Arroyo Prado de Sauquillo, situado a unos trescientos metros de la plaza de toros de Aguilafuente. Dicho emplazamiento destaca por el desnivel que ofrecía, a modo de half pipe, entre ambas riveras del arroyo, un increíble atractivo para el lucimiento de la muchachada del pueblo en el arte del Mountain Bike pero, debido a la construcción de la circunvalación de Aguilafuente el gozo de la chavalería acabó en un pozo (Nunca mejor dicho).